# Bassus rugulosus
Bassus rugulosus är en stekelart som först beskrevs av Christian Gottfried Daniel Nees von Esenbeck 1834.  Bassus rugulosus ingår i släktet Bassus och familjen bracksteklar. Arten är reproducerande i Sverige. Inga underarter finns listade.